# Quiero comerme tu páncreas
Kimi no Suizō o Tabetai (君の膵臓をたべたい?  lit. Quiero comerme tu páncreas), también conocido como KimiSui (キミスイ), es una novela del escritor japonés Yoru Sumino. Inicialmente serializado como una novela web en el sitio generado por el usuario Shōsetsuka ni Narō en 2014, el libro fue publicado en el 2015 por Futabasha.
Fue adaptado al manga de 2016 hasta 2017, contando con 2 volúmenes. También tuvo su versión en imagen real (2017) y una película animada estrenada en septiembre de 2018.

## Sinopsis
Un estudiante de secundaria, llamado Haruki Shiga, encuentra en un hospital un libro titulado “Libro de convivencia con una enfermedad”. Al leerlo, descubre que este escrito es el diario de una persona que padece de cáncer de páncreas en un estado avanzado. Al terminar su lectura, se presenta ante Haruki su compañera de clases Sakura Yamamuchi, quien le dice que el libro le pertenece y ruega que no le comente sobre su enfermedad a nadie. Posteriormente, Haruki decide conocer y compartir los últimos días de vida de Sakura con ella.

## Personajes
- Haruki Shiga ( 志 賀Shiga Haruki )
- Sakura Yamauchi ( 山 内 桜 良Yamauchi Sakura )
- Kyoko ( 恭子Kyōko )
- Takahiro ( 弘 )
- Madre de Sakura ( 母 良 の 母Sakura no haha )

## Media

### Novela
Yoru Sumino originalmente publicó la novela como una novela web en el sitio de contenido generado por el usuario Shōsetsuka ni Narō en 2014, antes de que Futabasha lo volviera a publicar con portada de Loundraw el 19 de junio de 2015 (ISBN  978-4-575-23905-8). El editor inglés Seven Seas Entertainment anunció su licencia para la novela el 15 de marzo de 2018, y se publicó el 20 de noviembre de 2018.

### Manga
Idumi Kirihara comenzó a serializar una adaptación de manga en la revista Gekkan Action de Futabasha el 25 de agosto de 2016, y finalizó la serie el 25 de mayo de 2017. El capítulo se compiló en dos volúmenes recopilados de tankōbon, publicado el 10 de febrero de 2017 (ISBN 978-4-575-84925-7), y 20 de junio de 2017 (ISBN 978-4-575-84993-6). El manga también tiene licencia de Seven Seas, quien lanzó el primer volumen el 22 de enero de 2019.

### Película de imagen real
La película con personajes reales lleva el mismo nombre que la novela en la que se basó Déjame comerme tu páncreas (君の膵臓をたべたい Kimi no Suizo o Tabetai?). Fue protagonizada por Takumi Kitamura y Minami Hamabe. Se estrenó en Japón el 28 de julio de 2017. La película también se mostró en Corea del Sur en el Festival Internacional de Cine de Busan, en octubre de 2017, y en Malasia el 9 de noviembre de 2017, donde fue distribuida por GSC Movies.

### Película animada
La adaptación a película animada se tituló Kimi no Suizō o Tabetai (の 膵 臓 い, estilizada como quiero comer tu páncreas ), se anunció en agosto de 2017.
La película fue escrita y dirigida por Shin'ichirō Ushijima y producida por Keiji Mita en Studio VOLN, con música compuesta por Hiroko Sebu. Yūichi Oka proporciona los diseños de los personajes y sirve como jefe de animación supervisor. Yukako Ogawa es el supervisor de fondo y cuenta con la asistencia de Yoshito Watanabe. Los efectos de sonido son producidos por Noriko Izumo bajo la dirección de Jōji Hata. La composición de la película fue supervisada por Hiroshi Saitō y dirigida por Mayuko Koike. Koremi Kishi es el director de 3D CG y Yoshinori Horikawa es la diseñadora de colores. La película es editada por Yumi Jingugi.
El tema principal de la película es "Fanfare" ( フ ァ ン フ ァ ー and) y el final es "Shunkashūtō" ( 春夏 秋冬 , traducido como Las cuatro estaciones). Ambas canciones fueron compuestas por la banda Sumika, que también interpretó papeles de actuación de voz en la película.
La película fue distribuida por Aniplex en Japón y se estrenó en cines el 1 de septiembre de 2018. Aniplex en América anunció en el Anime Expo 2018 que estrenaría la película de manera teatral en Norteamérica, estrenándola en el Festival de cine animado en Los Ángeles, el 21 de octubre de 2018. Aniplex de América anunció más tarde en el Anime NYC 2018 que la película se proyectaría en los Estados Unidos subtitulada el 7 de febrero de 2019 y con un doblaje en inglés en el 10 de febrero de 2019, en colaboración con Fathom Events. Madman Entertainment anunciado en  2018 por Smash estrenarán la película en Australia y Nueva Zelanda, estrenando la película en el Madman Anime Festival en Melbourne el 16 de septiembre de 2018, con un estreno más amplio que se estrenará el 18 de octubre de 2018. La película estrenada en el Reino Unido en Scotland Loves Anime el 14 de octubre de 2018, ganando el Premio del Público en el festival.